# Adźiwikowie
Adżiwikowie (sanskr. ājīvika, prakryckie także ajīvaka - „profesjonalista”, „traktujący ascezę jako sposób na życie”) – indyjski system religijny i filozoficzny wyznający skrajny ascetyzm, determinizm i swoisty ateizm. Ostatnie wzmianki o nich pochodzą z XIV wieku, kiedy to zostali wchłonięci przez hinduizm. Chodzili nago, żyli tylko z jałmużny. Posiadali własny kanon ksiąg, z których nie zachowały się żadne. Byli intensywnie zwalczani przez myślicieli należących do innych współczesnych im szkół religijnych, zwłaszcza przez dżinistów, z którymi mieli wspólne korzenie, oraz przez buddystów, a przez większość filozofów hinduistycznych uważani za rażąco niemoralnych (ateizm, nietypowe podejście do kwestii karmy, nagość mniszek, praktyki seksualne). Znani byli ze skrajnie surowych rytuałów inicjacyjnych. Uważali, że każdy może robić co chce (nawet najciężej „grzeszyć”), gdyż i tak ostatecznie każdy po wielu wcieleniach osiągnie mokszę, niezależnie od jakichkolwiek uczynków. Święty i grzesznik mieli dla nich te same zasługi, mimo to stosowali najskrajniejszą ascezę (skrajniejsza znana była tylko w kilku efemerycznych sektach hinduskich). Uprawianie ascezy było dla nich nie tyle środkiem do osiągnięcia celu, jakim jest wyzwolenie, ile „dowodem” na wysoki stopień rozwoju duchowego. Znani są tylko z polemicznych dokumentów swoich przeciwników. We wczesnym średniowieczu mieli się nawrócić najpierw (ok. VIII w.) na buddyzm mahajany, potem na tantryzm i wreszcie (ok. XIV w.) na wisznuicki bhaktyzm.

## Przedstawiciele
- Purana Kaśjapa - fatalista, nauczyciel Maskarina Gośali[3],
- Maskarin Gośala - syn wędrownego kuglarza[3].